# 桒田慎一朗
桒田 慎一朗（くわだ しんいちろう、1986年12月6日 - ）は、日本の元プロサッカー選手、サッカー指導者。広島県福山市奈良津町出身。ポジションはミッドフィールダー。広島県立吉田高等学校卒業。

## 来歴
沼隈郡沼隈町（現・福山市）にある、ツネイシ・スポーツアクトが運営するバイエルン・ミュンヘン提携スクールのFCバイエルン・ツネイシ出身。桒田が在籍していた当時はサンフレッチェ広島の提携スクールで、名前は「サンフレッチェみろくの里ジュニアユース」であった。2期上に寄井憲がいる。このころはFWとして活躍していた。
2002年、広島ユースに昇格、同級生に前田俊介、佐藤昭大、髙萩洋次郎、髙柳一誠、森脇良太、藤井大輔、大屋翼、冨成慎司。昇格後、FWからトップ下やボランチにコンバートされる。2003年2年次に試合経験をつみ急成長、2004年3年次にはトップ下としてチームの中心的な選手 として活躍、JFAプリンスリーグU-18中国ではMVPを獲得。同年にはユース3大大会のうち3大会とも決勝に進出、2冠制覇に貢献した。
2005年にトップ昇格、同期に前田、佐藤、髙柳、森脇、入船和真、中尾真那、西河翔吾。常石JYから初のトップ昇格選手。同年、ナビスコカップでは初ゴールも決めた。小野剛や望月一頼時代はほぼ毎試合ベンチ入りを果たすものの、怪我による離脱もありなかなか試合出場が叶わなかった。2006年終盤には持ち前のユーティリティーな能力をミハイロ・ペトロヴィッチ監督に評価され、MFだけではなくFWとしても出場した。2008年XEROX SUPER CUPにも先発出場。同年10月でリーグ戦初ゴール、2009年も活躍が期待されていた が、リーグ戦開幕前の3月5日練習中に左膝前十字靭帯断裂と内側側副靭帯損傷し長期離脱することとなった。復帰し、トップ下として出場するもチャンスを生かせず、2010年末に構想外となった。
2011年、ストヤノフと共にファジアーノ岡山に完全移籍した。主力として期待されていた が、リーグ戦開幕前の2月21日練習中に右膝前十字靭帯損傷し長期離脱することとなった。復帰以降主力として活躍するも、2013年シーズン終了後、契約満了により退団。
2014年、タイ・ディヴィジョン1リーグ（2部）のナコーンラーチャシーマーFCに移籍する も1年で退団する。
現在は地元のツネイシ・スポーツアクト所属でバイエルン常石コーチ。広島県東部サッカーリーグ所属の福山市職でもプレーする。

## 個人成績
| 国内大会個人成績 | 国内大会個人成績         | 国内大会個人成績 | 国内大会個人成績 | 国内大会個人成績           | 国内大会個人成績 | 国内大会個人成績 | 国内大会個人成績 | 国内大会個人成績 | 国内大会個人成績 | 国内大会個人成績 | 国内大会個人成績 |
| 年度             | クラブ                   | 背番号           | リーグ           | リーグ戦                   | リーグ戦         | リーグ杯         | リーグ杯         | オープン杯       | オープン杯       | 期間通算         | 期間通算         |
| 年度             | クラブ                   | 背番号           | リーグ           | 出場                       | 得点             | 出場             | 得点             | 出場             | 得点             | 出場             | 得点             |
| 日本             | 日本                     | 日本             | 日本             | リーグ戦                   | リーグ戦         | リーグ杯         | リーグ杯         | 天皇杯           | 天皇杯           | 期間通算         | 期間通算         |
| ---------------- | ------------------------ | ---------------- | ---------------- | -------------------------- | ---------------- | ---------------- | ---------------- | ---------------- | ---------------- | ---------------- | ---------------- |
| 2003             | 広島Y                    | 20               | -                | -                          | -                | -                | -                | 1                | 0                | 1                | 0                |
| 2005             | 広島                     | 32               | J1               | 8                          | 0                | 2                | 1                | 1                | 0                | 11               | 1                |
| 2006             | 広島                     | 32               | J1               | 9                          | 0                | 3                | 0                | 1                | 0                | 13               | 0                |
| 2007             | 広島                     | 20               | J1               | 12                         | 0                | 7                | 1                | 1                | 0                | 20               | 1                |
| 2008             | 広島                     | 20               | J2               | 14                         | 1                | -                | -                | 2                | 0                | 16               | 1                |
| 2009             | 広島                     | 20               | J1               | 0                          | 0                | 0                | 0                | 0                | 0                | 0                | 0                |
| 2010             | 広島                     | 20               | J1               | 12                         | 0                | 3                | 0                | 1                | 1                | 16               | 1                |
| 2011             | 岡山                     | 11               | J2               | 2                          | 0                | -                | -                | 0                | 0                | 2                | 0                |
| 2012             | 岡山                     | 11               | J2               | 21                         | 0                | -                | -                | 0                | 0                | 21               | 0                |
| 2013             | 岡山                     | 11               | J2               | 23                         | 2                | -                | -                | 1                | 0                | 24               | 2                |
| タイ             | タイ                     | タイ             | タイ             | リーグ戦                   | リーグ戦         | リーグ杯         | リーグ杯         | FA杯             | FA杯             | 期間通算         | 期間通算         |
| 2014             | ナコーンラーチャシーマー |                  | Div1             |                            |                  |                  |                  |                  |                  |                  |                  |
| 通算             | 日本                     | 日本             | J1               | 41                         | 0                | 15               | 2                | 4                | 1                | 60               | 3                |
| 通算             | 日本                     | 日本             | J2               | 60                         | 3                | -                | -                | 3                | 0                | 63               | 3                |
| 通算             | 日本                     | 日本             | 他               | -                          | -                | -                | -                | 1                | 0                | 1                | 0                |
| 通算             | タイ                     | タイ             | Div1             | \|\|\|\|\|\|\|\|\|\|\|\|\| |                  |                  |                  |                  |                  |                  |                  |
| 総通算           | 総通算                   | 総通算           | 総通算           | 101                        | 3                | 15               | 2                | 8                | 1                | 124              | 6                |

その他の公式戦
- 2008年 : XEROX SUPER CUP 1試合0得点

| 国際大会個人成績 | 国際大会個人成績 | 国際大会個人成績 | 国際大会個人成績 | 国際大会個人成績 |
| 年度             | クラブ           | 背番号           | 出場             | 得点             |
| AFC              | AFC              | AFC              | ACL              | ACL              |
| ---------------- | ---------------- | ---------------- | ---------------- | ---------------- |
| 2010             | 広島             | 20               | 2                | 1                |
| 通算             | AFC              | AFC              | 2                | 1                |

## 出場歴・タイトル

### クラブチーム
個人タイトル
- JFAプリンスリーグU-18中国MVP (2004年)

アンダーカテゴリー
- 日本クラブユース選手権 (2004年優勝)
- 高円宮杯全日本ユース選手権 (2003年・3位、2004年優勝)
- Jユースカップ (2003年優勝、2004年準優勝)
- 天皇杯 (2003年、1回戦敗退)
- 国民体育大会広島県代表 (2004年、1回戦敗退)

トップチーム
- 初ベンチ入り 2005年4月28日 J1第8節セレッソ大阪戦 (長居スタジアム)
- 公式戦初出場 2005年5月28日 ナビスコカップ第4節東京ヴェルディ1969戦 (国立競技場)
  - 先発出場、53分ベットと交代
- Jリーグ初出場 2005年8月20日 J1第19節鹿島アントラーズ戦 (カシマスタジアム)
  - 76分大木勉に代わって出場
- 公式戦初得点 2005年6月4日ナビスコカップ第5節ガンバ大阪戦 (広島スタジアム)
  - 先発フル出場、1得点 (11分)
- Jリーグ初得点 2008年10月4日J2第39節湘南ベルマーレ戦 (広島ビッグアーチ)
  - 60分髙萩洋次郎に代わって出場、66分得点

### 代表
アンダーカテゴリー
- U-20日本代表 (2005年 ベトナム遠征：Agri Bank Cup)
- U-22日本選抜 (2007年 カタール国際ユーストーナメント)